# Каљава
Каљава (слч. Kaľava) насељено је мјесто са административним статусом сеоске општине (слч. obec) у округу Спишка Нова Вес, у Кошичком крају, Словачка Република.

## Становништво
| Година:    | 1994. | 2004.    | 2014.   | 2024.   |
| ---------- | ----- | -------- | ------- | ------- |
| Број људи: | 399   | 439      | 410     | 399     |
| Разлика:   |       | +10,02 % | -6,60 % | -2,68 % |

| Година:    | 2023. | 2024.   |
| ---------- | ----- | ------- |
| Број људи: | 397   | 399     |
| Разлика:   |       | +0,50 % |

Према подацима о броју становника из 2011. године насеље је имало 425 становника.